# 克里斯蒂安·莫泽
克里斯蒂安·莫泽（德語：Christian Moser，1972年12月20日—），奥地利男子跳台滑雪运动员。他曾代表奥地利参加1994年冬季奥林匹克运动会跳台滑雪比赛，获得男子团体高跳台铜牌。